# Világos-patak
A Világos-patak Lesenceistvándtól keletre ered, Veszprém vármegyében. A patak forrásától kezdve déli irányban halad, Balatonedericsig, ahol beletorkollik a Balatonba.
A Világos-patak vízgazdálkodási szempontból a Balaton-közvetlen Vízgyűjtő-tervezési alegység működési területéhez tartozik.

## Part menti települések
- Lesenceistvánd
- Balatonederics